# Bacilli
Classe
Synonymes
- Desulfuribacillia Sorokin et al. 2021
- Bacillia Cavalier-Smith 2020
- Teichobacteria Cavallier-Smith 2002
- Firmibacteria Murray 1988

Les Bacilli sont une classe de bactéries à Gram positif de l'embranchement ou phylum des Bacillota. Son nom provient de « Bacillales » qui est l'ancien nom de son ordre type, devenu Caryophanales.

## Taxonomie
Cette classe est proposée en 2009 par W. Ludwig et al. dans la deuxième édition du Bergey's Manual of Systematic Bacteriology. Elle validée l'année suivante par une publication dans l'IJSEM.
Le nom correct complet (avec auteur) de ce taxon est Bacilli Ludwig et al. 2010.
Le genre type est Bacillus Cohn 1872.

### Synonymie
Bacilli a pour synonymes :
- Alicyclobacillia Chuvochina et al. 2024
- Bacillia Cavalier-Smith 2020
- Candidatus Izemoplasma Zheng et al. 2021
- Candidatus Izemoplasmatia corrig. Zheng et al. 2021
- Desulfuribacillia Sorokin et al. 2021
- Firmibacteria Murray 1988
- Teichobacteria Cavalier-Smith 2002

## Liste d'ordres
Selon la LPSN (7 décembre 2022) :
- Caryophanales Peshkoff 1939
- Lactobacillales Ludwig et al. 2010

Cette classe comprend aussi un ordre en attente de publication valide, les « Thermicanales » Du et al. 2022.